# Howard Timms
Howard Timms (Howard William Timms; * 9. Juli 1944 in Cheltenham) ist ein ehemaliger britischer Geher.
Bei den Olympischen Spielen 1972 in München kam er im 50-km-Gehen auf den 25. Platz.
Seine persönliche Bestzeit im 50-km-Gehen von 4:24:02 h stellte er am 15. Juli 1972 in Badminton Park auf.